# Lijst van voetbalinterlands Angola - Comoren (vrouwen)
Deze lijst van voetbalinterlands is een overzicht van alle officiële voetbalinterlands tussen de nationale vrouwenteams van Angola en Comoren. De landen hebben tot nu toe drie keer tegen elkaar gespeeld. 

## Wedstrijden
| № | Plaats         | Datum           | Competitie              | Wedstrijd        | Uitslag |
| - | -------------- | --------------- | ----------------------- | ---------------- | ------- |
| 1 | iBhayi         | 6 november 2020 | COSAFA Women's Cup 2020 | Comoren − Angola | 1 − 1   |
| 2 | Pretoria       | 5 oktober 2023  | COSAFA Women's Cup 2023 | Angola − Comoren | 5 − 0   |
| 3 | Port Elizabeth | 27 oktober 2024 | COSAFA Women's Cup 2024 | Angola − Comoren | 1 − 3   |

## Samenvatting
| Competitie         | Totaal gespeeld | Winst Angola | Gelijk | Winst Comoren | Doelsaldo Angola – Comoren |
| ------------------ | --------------- | ------------ | ------ | ------------- | -------------------------- |
| COSAFA Women's Cup | 3               | 1            | 1      | 1             | 7 − 4                      |
| Totaal             | 3               | 1            | 1      | 1             | 7 − 4                      |